# Boombox (Oekraïense band)
Boombox (Oekraïens: Бумбокс, stilistisch: BoomBox, naar het Nederlands geromaniseerd: Boemboks) is een Oekraïense band. De band is ontstaan in Kiev in 2004. De naam Boombox is een verwijzing naar de Gettoblaster, waarvoor Boombox een synoniem is. Na de Russische annexatie van de Krim in 2014 stopte de band met touren in Rusland.

## Bandleden

### Huidige bandleden
- Andrij Chlyvnjoek – Zang
- Valentyn 'Valik' Matijoek – Diskjockey
- Oleksandr Ljoeljakin – Drums
- Dmytro Koebalyn – Gitaar
- Inna Nevojt – Basgitaar
- Pavlo Lytvynenko – Toetsinstrument

### Oudbandleden
- Andrij 'Micha' Samojlo – Gitaar
- Denys Levtsjenko – Basgitaar

## Discografie

### Studioalbums
- 2005 – Melomania
- 2006 – Family bisnes
- 2008 – III
- 2010 – Vse Vkljoetsjeno
- 2011 – Seredni Vik
- 2013 – Terminal B
- 2019 – Tajemnyj kod: Roebikon. Tsjastyna 1
- 2019 – Tajemnyj kod: Roebikon. Tsjastyna 2

### Single
- 2007 – Trymaj

### Compilatiealbums
- 2009 – Blendy, miksy ta insji muzytsjni parodii
- 2010 – Krasjtsje